# Liste der türkischen Botschafter in Portugal
Der Botschafter leitet die türkische Botschaft Lissabon.
1931 wurde Yahya Kemal Beyatlı mit Sitz in Madrid bei der Regierung von António de Oliveira Salazar akkreditiert. Bis 1941 waren die Botschafter mit Sitz in Madrid auch in Lissabon akkreditiert.
1934 wurde eine Konsularvereinbarung unterzeichnet und Luís de Albuquerque e Bourbon de Sousa Lara, 2° marquis von Lara (* 17. April 1897 in Coração de Jesus (Lissabon); † 1992 in São Mamede (Lissabon)) fungierte als Honorarkonsul in Lissabon.
Von 1949 bis 1951 war die türkische Gesandtschaft in Lissabon aus kameralistischen Erwägungen geschlossen. 1957 wurde die Gesandtschaft zur Botschaft aufgewertet.
Am 15. Februar 1963 wurde ein Grundstück im Stadtteil Restelo für 77.763,02 US-Dollar von der Gemeinde Lissabon gekauft, am 4. Februar 1964 als exterritoriales Gebiet angemeldet. In einem Wettbewerb wurde ein Entwurf von Muhlis Türkmen für die Erstellung der Kanzlei mit Residenz ermittelt. Mit der Erstellung wurde das Unternehmen Rene Touzet am 24. Oktober 1967 beauftragt, das Gebäude wurde am 25. März 1972 bezogen, am 30. März 1973 abgenommen und 1974 fertiggestellt.
| Ernennung Akkreditierung | Botschafter              | Bemerkung | Liste der Ministerpräsidenten der Türkei | Liste der Präsidenten Portugals | Posten verlassen |
| ------------------------ | ------------------------ | --- | ---------------------------------------- | ------------------------------- | ---------------- |
| 1. Dez. 1941             | Şevket Fuat Keçeci       | | Refik Saydam                             | António de Oliveira Salazar     | 15. Aug. 1943    |
| 16. Okt. 1943            | Agah Aksel               | | Ahmet Fikri Tüzer                        | António de Oliveira Salazar     | 26. Aug. 1946    |
| 27. Aug. 1946            | Zati Rozan               | | Recep Peker                              | António de Oliveira Salazar     | 28. Sep. 1946    |
| 29. Sep. 1946            | Rahmi Apak               | (* 1887 Babaeski, Kırklareli † 14. Oktober 1963) Absolvent der Militärakademie, 1949–1952: Botschafter in Bagdad | Recep Peker                              | António de Oliveira Salazar     | 10. März 1949    |
| 30. Jan. 1952            | Nureddin Vergin          | | Adnan Menderes                           | Francisco Craveiro Lopes        | 2. Nov. 1956     |
| 29. Mai 1957             | Emin Tarık Yenisey       | | Adnan Menderes                           | Francisco Craveiro Lopes        | 28. Apr. 1961    |
| 29. Apr. 1961            | Şefik Fenmen             | | Emin Fahrettin Özdilek                   | Américo Tomás                   | 8. Juni 1961     |
| 9. Juni 1961             | Nureddin Vergin          | | Emin Fahrettin Özdilek                   | Américo Tomás                   | 2. Apr. 1963     |
| 5. Apr. 1963             | Yalçın Kurtbay           | | İsmet İnönü                              | Américo Tomás                   | 27. Juni 1963    |
| 28. Apr. 1963            | Cahit Hayta              | | İsmet İnönü                              | Américo Tomás                   | 16. Dez. 1966    |
| 3. Jan. 1967             | Fikret Belbez            | | Suad Hayri Ürgüplü                       | Américo Tomás                   | 15. Juni 1971    |
| 31. Juli 1971            | İbrahim Şadi Kavur       | | Nihat Erim                               | Américo Tomás                   | 15. Juni 1973    |
| 31. Juli 1973            | Mehmet Fuat Doğu         | (* 1914 in Istanbul † 31. Mai 2004) 27. August 1962 – 25. August 1964: Vorsitzender des Millî İstihbarat Teşkilâtı 2. März 1966 – 27. März 1971: Unterstaatssekretär des Millî İstihbarat Teşkilâtı und pflegte auch für diese Funktionen bemerkenswert viel Kontakt zu Reinhard Gehlen             | Mehmet Naim Talu                         | Américo Tomás                   | 15. Juli 1978    |
| 18. Juli 1978            | Nejat Balkan             | | Mustafa Bülent Ecevit                    | António Ramalho Eanes           | 29. Nov. 1980    |
| 29. Nov. 1980            | İsmail Soysal            | Anschlag auf die türkische Botschaft in Lissabon | Bülent Ulusu                             | António Ramalho Eanes           | 1. Okt. 1983     |
| 1. Okt. 1983             | Suat Bilge               | (* 1921 in Istanbul † November 2010 ebenda) Absolvent eines Studienganges der Rechtswissenschaft der Universität Ankara, 1962–1964: Dekan der Rechtswissenschaft-Fakultät, 11. Dezember 1971 – 22. Mai 1972 und 29. August 1991 – 20. November 1991 Justizminister, 1972–1979: Botschafter in Bern. | Turgut Özal                              | António Ramalho Eanes           | 11. Sep. 1986    |
| 11. Sep. 1986            | Ünal Ünsal               | | Turgut Özal                              | Mário Soares                    | 13. Feb. 1989    |
| 16. März 1989            | Yıldırım Keskin          | (* 28. März 1932 in Erzincan † 18. Februar 2012 in Istanbul) 1979–1983: Botschafter in Sofia, 1983–1985: Botschafter in Brasilia, 1991–1995: Botschafter in Brüssel. | Yıldırım Akbulut                         | Mário Soares                    | 22. Feb. 1991    |
| 22. Feb. 1991            | Gündoğdu Can             | | Ahmet Mesut Yılmaz                       | Mário Soares                    | 1. Juni 1995     |
| 31. Mai 1995             | Ergun Sav                | (* 1. Januar 1933 in Dörtyol) 1989–1991: Botschafter in Brasilia, 1998: in den Ruhestand versetzt. | Tansu Çiller                             | Mário Soares                    | 18. Sep. 1996    |
| 30. Sep. 1996            | Ahmet Sedat Banguoğlu    | (* 1943 in Istanbul) 1999–2001: Botschafter in Riadh, 2004–2009: Botschafter in Mexiko-Stadt | Necmettin Erbakan                        | Jorge Sampaio                   | 4. Jan. 1999     |
| 4. Jan. 1999             | Deniz Bölükbaşı          | (* 25. Oktober 1949 in Ankara) 2004–2007: ständiger Vertreter bei der Welthandelsorganisation | Bülent Ecevit                            | Jorge Sampaio                   | 4. Jan. 2001     |
| 4. Jan. 2001             | Halil Suha Noyan         | | Bülent Ecevit                            | Jorge Sampaio                   | 1. Feb. 2002     |
| 15. Mai 2002             | Zergün Korutürk          | (* 1948 in Ankara) 2009–2013: Botschafter in Stockholm, 2013 in den Ruhestand versetzt. | Abdullah Gül                             | Jorge Sampaio                   | 15. Jan. 2007    |
| 21. März 2007            | Kaya Türkmen             | (* 30. September 1956 in Brüssel) 2010–2011: Botschafter in Nord-Nikosia, 2013: Botschafter in Stockholm. | Recep Tayyip Erdoğan                     | Aníbal Cavaco Silva             | 18. Juli 2010    |
| 21. Sep. 2010            | Ali Kaya Savut           | (* 9. April 1954 in Istanbul) 2008–2010: Botschafter in Dakar (Senegal) | Recep Tayyip Erdoğan                     | Aníbal Cavaco Silva             | 24. Aug. 2012    |
| 4. Sep. 2012             | Ebru Barutçu Gökdenizler | (* 1959 in Ankara) Frau von Vakur Gökdenizler | Recep Tayyip Erdoğan                     | Aníbal Cavaco Silva             |                  |